# 아비드 테크놀로지
아비드 테크놀로지(Avid Technology, 나스닥: AVID)는 소리 영상 제작 기술, 특히 디지털 비선형 편집(NLE) 시스템, 관리 및 배포 서비스를 전문으로 하는 미국의 기업이다. 1987년에 설립되었으며 1993년 공개 기업이 되었다. 아비드의 본사는 매사추세츠주 벌링턴에 위치해 있다.

## 제품
| 주요 제품          |
| Alienbrain         |
| DS                 |
| Avid Studio        |
| DNxHD 코덱 (VC-3)  |
| ICON               |
| iNEWS              |
| 인터플레이         |
| 미디어 컴포저      |
| 뉴스커터           |
| 피나클 스튜디오    |
| M-Audio            |
| 프로 툴스          |
| 시벨리우스         |
| 심포니             |
| Unity ISIS         |
| Unity MediaNetwork |
| 베뉴(Venue)        |

| 단종 제품                   |
| 캠커터                      |
| 시네마                      |
| 일레스틱 리얼리티           |
| 미디어 스위트 프로          |
| 필름 컴포저                 |
| 프리 DV                     |
| 리퀴드                      |
| 아비드 마타도르             |
| MCXpress                    |
| 아비드 미디어 일루전        |
| 비디오샵                    |
| 익스프레스                  |
| 익스프레스 DV               |
| 익스프레스 프로             |
| 익스프레스 프로 스튜디오 HD |

| 퇴출된 제품                               |
| 소프트이미지\|XSI (현재 오토데스크 소유)  |
| 피나클 PCTV (현재 Hauppauge Digital 소유) |
| 피나클 스튜디오 (현재 코렐 소유)          |
| M-Audio (현재 인뮤직 소유)                |
| Wizoo / AIR (현재 인뮤직 소유)            |

## 참조
1. ↑  “About Avid”. Avid Technology. 2009년 1월 16일에 원본 문서에서 보존된 문서. 2009년 1월 16일에 확인함.
2. ↑  “Avid Corporate Background”. Avid Technology. 2008년 12월 30일에 원본 문서에서 보존된 문서. 2009년 1월 16일에 확인함.